# Ель-Нідо (Каліфорнія)
Ель-Нідо (англ. El Nido) — переписна місцевість (CDP) в США, в окрузі Мерсед штату Каліфорнія. Населення — 331 особа (2020).

## Географія
Ель-Нідо розташований за координатами 37°7′57″ пн. ш. 120°29′55″ зх. д. / 37.13250° пн. ш. 120.49861° зх. д. (37.132376, -120.498551).  За даними Бюро перепису населення США в 2010 році переписна місцевість мала площу 8,53 км², уся площа — суходіл.

## Демографія
Згідно з переписом 2010 року, у переписній місцевості мешкало 330 осіб у 94 домогосподарствах у складі 73 родин. Густота населення становила 39 осіб/км².  Було 105 помешкань (12/км²).
Расовий склад населення:
| - 49,1 % — білих - 2,7 % — азіатів - 2,1 % — корінних американців - 44,5 % — осіб інших рас |

До двох чи більше рас належало 1,5 %. Частка іспаномовних становила 74,2 % від усіх жителів.
За віковим діапазоном населення розподілялося таким чином: 34,5 % — особи молодші 18 років, 57,6 % — особи у віці 18—64 років, 7,9 % — особи у віці 65 років та старші. Медіана віку мешканця становила 27,7 року. На 100 осіб жіночої статі у переписній місцевості припадало 121,5 чоловіків;  на 100 жінок у віці від 18 років та старших — 151,2 чоловіків також старших 18 років.
Середній дохід на одне домашнє господарство  становив 80 148 доларів США (медіана — 32 344), а середній дохід на одну сім'ю — 100 678 доларів (медіана — 35 536). За межею бідності перебувало 21,0 % осіб, у тому числі 17,6 % дітей у віці до 18 років та 0,0 % осіб у віці 65 років та старших.
Цивільне працевлаштоване населення становило 179 осіб. Основні галузі зайнятості: сільське господарство, лісництво, риболовля — 60,9 %, науковці, спеціалісти, менеджери — 11,2 %, фінанси, страхування та нерухомість — 10,1 %.